# Emanuel Steward

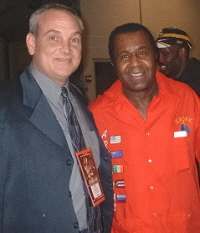
Emanuel Steward (z prawej)

Emanuel Steward (ur. 7 lipca 1944 w Bottom Creek, zm. 25 października 2012 w Chicago) – amerykański bokser amatorski i trener bokserski, prowadził kilkudziesięciu zawodowych mistrzów świata.
Od 12 roku życia uprawiał boks amatorsko. Stoczył 97 walk z których wygrał 94 a 3 przegrał. W 1963 wygrał ogólnoamerykański turniej Golden Gloves w wadze koguciej. Po zakończeniu kariery pracował jako elektryk.
Karierę trenerską rozpoczął w roku 1971 w Detroit najpierw z amatorami a następnie zawodowcami. Pierwszym zawodowym mistrzem świata, którego trenował był Hilmer Kenty. Współpracował w mniejszym lub większym zakresie z kilkudziesięcioma mistrzami świata, szczególnie  z Thomasem Hearnsem, Lenoxem Lewisem i Władimirem Kliczko. Zmarł w trakcie przygotowań Kliczki do walki z Mariuszem Wachem.
Poza pracą trenerską współpracował jako komentator z telewizją HBO oraz wystąpił w filmach Ocean’s Eleven i The Fighter.
W roku 1996 został przyjęty do Międzynarodowej Galerii Sław Boksu.

## Trenowani zawodnicy
Przez Emanuela Stewarda byli trenowani tacy zawodnicy jak:
- Dennis Andries
- Wilfred Benítez
- Julio César Chávez
- Kermit Cintron
- Miguel Cotto
- Chad Dawson
- Óscar de la Hoya
- Domonique Dolton
- Naseem Hamed
- Thomas Hearns
- Evander Holyfield
- John David Jackson
- Hilmer Kenty
- Ole Klemetsen
- Wołodymyr Kłyczko
- Lennox Lewis
- Michael Moorer
- Oliver McCall
- Mike McCallum
- Milton McCrory
- Steve McCrory
- Gerald McClellan
- Miguel Ángel González
- Jimmy Paul
- Graciano Rocchigiani
- Jermain Taylor
- Duane Thomas
- James Toney
- Yuriorkis Gamboa
- William „Caveman” Lee